# Gu Xuesong
Gu Xuesong (Xangai, 21 de junho de 1993) é um arqueiro profissional chinês.

## Carreira

### Rio 2016
Gu Xuesong fez parte da equipe chinesa nas Olimpíadas de 2016 que terminou em 4º lugar no Tiro com arco nos Jogos Olímpicos de Verão de 2016 - Equipes masculinas, ao lado de Wang Dapeng e Xing Yu.
Em simples perdeu na primeira rodada.